# Елізабет Хейдон
Елізабет Хейдон (англ. Elizabeth Haydon, нар. 1965) — американська письменниця в жанрі фентезі. Вона написала два фентезі-серіали, дія яких розгортається в одному всесвіті, злиття фентезі / романтики / під назвою «Симфонія віків» і серіал для молодих людей «Загублені щоденники Вена Поліфема».
Травниця, арфістка та співачка мадригалів, Елізабет Гейдон також захоплюється антропологією та фольклором. Мешкає на східному узбережжі Сполучених Штатів .

### Симфонія віків
Серія книг «Симфонія віків» складається з трилогії «Рапсодія» , двох середніх книг і, станом на червень 2015 року, трилогії «Війна відомого світу». Третя книга цієї трилогії, а отже, восьма в серії «Симфонія століть», була опублікована в червні 2015 року.

#### Трилогія «Рапсодія».
Трилогія «Рапсодія» заснована на трьох персонажах, які опинилися в країні на межі катастрофи. Рапсодія, головний герой, є Намером, професією, яка включає передачу історії та знань народу та землі. Як Намер, Рапсодія може говорити тільки правду. Наймер має неймовірну силу, тому що, коли він говорить (чи співає), він описує саму природу чи сутність людини чи речі. У деяких випадках Наймер може змінити параметри людини чи речі, давши їй нове ім'я. Коли Рапсодія зустрічається зі своїми двома майбутніми напарниками, вона випадково використовує свою силу іменування, щоб перейменувати Брата, безжального вбивцю, на «Ахмед Змій». Цей нещасний випадок змушує Рапсодію приєднатися до Ахмеда та його супутника, які тікають від давнього та небезпечного ворога, демона Ф'Дора.
1. Рапсодія: Дитина крові (1999)
2. Пророцтво: Дитя Землі (2001)
3. Доля: Дитина неба (2002)

#### Дуологія Bridge/Middle
Рапсодій, Ахмед, Грунтор живуть своїм новим життям після Кімрійської ради. Ахмед і Ґрунтор продовжують свої плани щодо відновлення Ілорка, поки Рапсоді живе з Ешем у Гагфорті, не знаючи, що ворог, який вважався мертвим, повстав, щоб зруйнувати помсту.
1. Реквієм для сонця (2003)
2. Елегія для загубленої зірки (2004)

#### Трилогія «Війна відомого світу».
Трилогія «Війна відомого світу» зосереджується на війні «Трьох протистоять», яку розпочав Торговець, який став імператором Толквістом, який використовував масштаб «Сутінків», щоб маніпулювати терезами, щоб піднятися до влади. У трилогії з'являються різні інші персонажі, а допоміжні персонажі стають сильнішими. В основі всього цього Рапсодія — від матері знову стати Іліаченва'аром, щоб врятувати своїх друзів і родину від знищення.
1. Король вбивць (2006)
2. Торговий імператор (2014)
3. Порожниста королева (2015)

#### Заключний роман серії
1. Плач ткача (2016)

### Втрачені журнали Вен Поліфема
1. Плавучий острів (2006)
2. Дочка королеви злодіїв (2007)
3. Лігво дракона (2009)
4. Дерево води (2014)
5. Зірка моря (невідомо)

### Компендіуми
1. Легенди II — «Поріг» (Новела)
2. Смарагдова магія: чудові казки ірландського фентезі — «Мерроу» (коротке оповідання)